# 泗縣戰役
泗縣戰役，又稱泗縣之戰或泗縣戰鬥，是第二次國共內戰1946年8月期間在安徽省泗縣的一場重大戰役。

## 戰役開打
1946年4月，內戰加劇，李品仙任職安徽省政府主席兼徐州綏靖公署副主任，夏威任職第八綏靖區司令官，以國民革命軍第七軍第172師守衛泗縣，指揮官為鍾紀。
守衛泗縣的軍隊為國軍第七軍第172師两团兵力，官兵資深，當兵時間平均在7年以上，善守是他們的特點，這次山東主力22個團南下進攻泗縣，以多勝少，本來應該是有把握的，然而當時正值梅雨季，本來河多溝深的泗縣地區更是變成一片水鄉澤國。
8月7日，華中野戰軍陶勇的第八縱隊與山東野戰軍張震的第九縱隊突然向駐守在安徽省泗縣的國民革命軍第七軍第172師發起猛攻，但由於新四軍主攻方向兵力不足，其他方向部隊受暴雨所阻未能緊急支援，國共雙方經過兩天兩夜的激戰，新四軍雖殲滅國軍3000餘人，但並未攻下泗縣，華中野戰軍與山東野戰軍亦傷亡7000餘人。

## 结果与影响
战后总结导致战斗失利的重要原因之一是有线通信不畅，指挥员主要靠无线电台指挥部队（这和战斗发起时宋时轮负责的指挥所离前线较远亦有关系）。